# Euphoria (데프 레퍼드의 음반)
| 전문가 평가          | 전문가 평가 |
| 평가 점수            | 평가 점수   |
| 출처                 | 점수        |
| -------------------- | ----------- |
| AllMusic             | [ 1 ]       |
| Entertainment Weekly | B+          |
| Q                    | [ 3 ]       |
| Rolling Stone        | [ 4 ]       |

《Euphoria》는 영국의 록 밴드 데프 레퍼드의 일곱 번째 스튜디오 음반으로, 1999년 6월 8일, 미국에서, 그리고 1999년 6월 14일, 영국에서 머큐리 레코드에 의해 발매되었다. 이 음반은 1980년대에 밴드에 의해 유명해진 그들의 시그니처 사운드로 돌아가는 것을 목표로 했다. 이 곡은 피트 우드로프와 함께 밴드가 프로듀싱했다. 이 음반은 빌보드 200에서 11위, 영국 음반 차트에서 11위를 차지했다. 이 곡에는 《빌보드》 메인스트림 록 차트에서 1위를 차지한 곡 〈Promise〉가 포함되어 있다.

## 배경
발매 첫 주에, 《Euphoria》는 미국에서 9만 8천 개가 넘게 팔렸고 11위에 오르며 빌보드 200의 톱 10을 놓쳤다. 첫 싱글 〈Promises〉는 1999년 6월 《빌보드》의 메인스트림 록 차트에서 1위를 차지했는데, 이 자리는 6년 동안 이 밴드가 차지하지 못한 자리였다.
《Euphoria》는 이후 미국, 캐나다, 일본에서 골드 인증을 받았다. 음반 지원 투어는 1999년 5월부터 2000년 9월까지 계속되었다.
이 음반은 2019년 6월 21일 《The Collection: Volume 2》 박스 세트의 일부로 처음으로 바이닐로 발매되었다.

## 곡 목록
| #   | 제목                               | 작사·작곡                                 | 재생 시간 |
| --- | ---------------------------------- | ----------------------------------------- | --------- |
| 1.  | 〈Demolition Man〉                 | 필 콜린, 비비언 캠벨, 조 엘리엇           | 3:24      |
| 2.  | 〈Promise〉                        | 콜린, 로버트 존 "머트" 랭                 | 4:00      |
| 3.  | 〈Back in Your Face〉              | 엘리엇, 콜린                              | 3:20      |
| 4.  | 〈Goodbye〉                        | 릭 새비지                                 | 3:36      |
| 5.  | 〈All Night〉                      | 콜린, 랭                                  | 3:38      |
| 6.  | 〈Paper Sun〉                      | 콜린, 캠벨, 엘리엇, 새비지, 피트 우드로프 | 5:27      |
| 7.  | 〈It's Only Love〉                 | 엘리엇, 랭, 새비지, 캠벨                  | 4:06      |
| 8.  | 〈21st Century Sha La La La Girl〉 | 콜린, 엘리엇, 새비지                      | 4:07      |
| 9.  | 〈To Be Alive〉                    | 캠벨, P.J. 스미스                         | 3:53      |
| 10. | 〈Disintegrate (기악)〉            | 콜린                                      | 2:51      |
| 11. | 〈Guilty〉                         | 콜린, 새비지, 엘리엇, 캠벨, 우드로프      | 3:47      |
| 12. | 〈Day After Day〉                  | 콜린, 엘리엇, 캠벨                        | 4:36      |
| 13. | 〈Kings of Oblivion〉              | 콜린, 엘리엇, 새비지                      | 4:22      |

## 인증
| 국가                       | 인증 | 판매량/출하량 |
| -------------------------- | ---- | ------------- |
| 캐나다 (뮤직 캐나다)       | 골드 | 50,000^       |
| 일본 (RIAJ)                | 골드 | 100,000^      |
| 미국 (RIAA)                | 골드 | 500,000^      |
| ^출하량을 기반으로 한 인증 |      |               |